# Мазун Борис Федотович
Борис Федотович Мазун (нар. 6 листопада 1929, Стара Маячка — пом. 17 січня 2005, Ростов-на-Дону) — російський співак (бас), педагог.

## Біографія
Народився 6 листопада 1929 року в селі Старій Маячці (тепер Олешківський район Херсонської області. Україна). 1961 року закінчив Новосибірську консерваторію (клас О. Здановича). Член КПРС з 1978 року.
У 1958–1970 роках — соліст Новосибірської, у 1970–1986 роках — Кемеровської філармоній; у 1986–2005 роках — у Ростовські консерваторії: від 1987 року — доцент, від 1992 року — професор кафедри сольного співу.
Гастролював у Швейцарії, Ісландії, Франції, Японії, Австрії, Болгарії, Чехословаччині.
Помер в Ростові-на-Дону 17 січня 2005 року.

## Творчість
У репертуарі — твори українських і зарубіжних композиторів. Брав участь у виконанні:
- «Патетичної ораторії» Георгія Свиридова;
- «Реквієму» Джузеппе Верді;
- 9-ї Симфонії Людвіга ван Бетховена та інше.

## Відзнаки
- Народний артист РРФСР з 1980 року;
- Лауреат Всесоюзних конкурсів вокалістів:
  - імені М. Глінки (1960, Москва);
  - імені М. Мусоргського (1964, 1-а премія; Москва).